# ضبوعة (يافع)
ضبوعــة هي إحدى قرى عزلة لبعوس بمديرية يافع التابعة لمحافظة لحج، بلغ تعداد سكانها 387 نسمة حسب تعداد اليمن لعام 2004.
ورئيس المنطقه يسمى : علي ماجد ضبوعه